# Hector Roessler
Johann Hector Roessler (* 1842 in Frankfurt am Main; † 18. September 1915 ebenda) war ein deutscher Chemiker und Unternehmer.

## Familie
Hector Roessler war der älteste Sohn des Frankfurter Münzwardeins Friedrich Ernst Roessler. Seine Tochter Johanna Roessler (1835–1912) heiratete den großherzoglich-hessischen Kreisrat Franz Gros. Heinrich Roessler war sein zweitgeborener Bruder. 

## Beruf
Hector Roessler studierte an der Bergakademie Freiberg Chemie. 1861 wurde er Mitglied des Corps Franconia Freiberg. Nach Abschluss des Studiums gründete er in Frankfurt am Main 1863 die Firma Hector Roessler Chemisch-technisches Laboratorium.
1868 erwarb er zusammen mit seinem Bruder Heinrich die 1843 von seinem Vater in der Freien Stadt Frankfurt gegründete Edelmetallscheiderei, die seitdem unter dem Namen Friedrich Roessler Söhne firmierte. 1873 wurde von ihm das Hector Roessler Chemisch-technische Laboratorium und zusammen mit seinem Bruder Heinrich die Friedrich Roessler Söhne zur Actiengesellschaft Dt. Gold- und Silber-Scheideanstalt vormals Roessler (Degussa) zusammenführt. Neben der Rückgewinnung von Edelmetallen aus Münzen, die durch die Einführung der Mark als Reichswährung und Abschaffung der Partikularwährungen in den Jahren nach der Reichsgründung einen starken Aufschwung nahm, hatte die Gesellschaft das Recht zu Bankgeschäften mit gemünzten und ungemünzten Edelmetallen. In den Folgejahren wurde das Geschäftsportfolio um weitere Edelmetallprodukte wie Glanzgold und die Herstellung von Chemikalien wie zum Beispiel Perborat erweitert.